# ایوان گرینبرگ
ایوان گرینبرگ (انگلیسی: Evan G. Greenberg؛ زادهٔ ۱۹۵۵ (۶۹–۷۰ سال)) کارآفرین و مدیر ارشد اجرایی اهل ایالات متحده آمریکا است، که هم‌اکنون بعنوان مدیرعامل شرکت بیمه سوئیسی چاب فعالیت می‌کند.